# Carl Mauritz Lewenhaupt

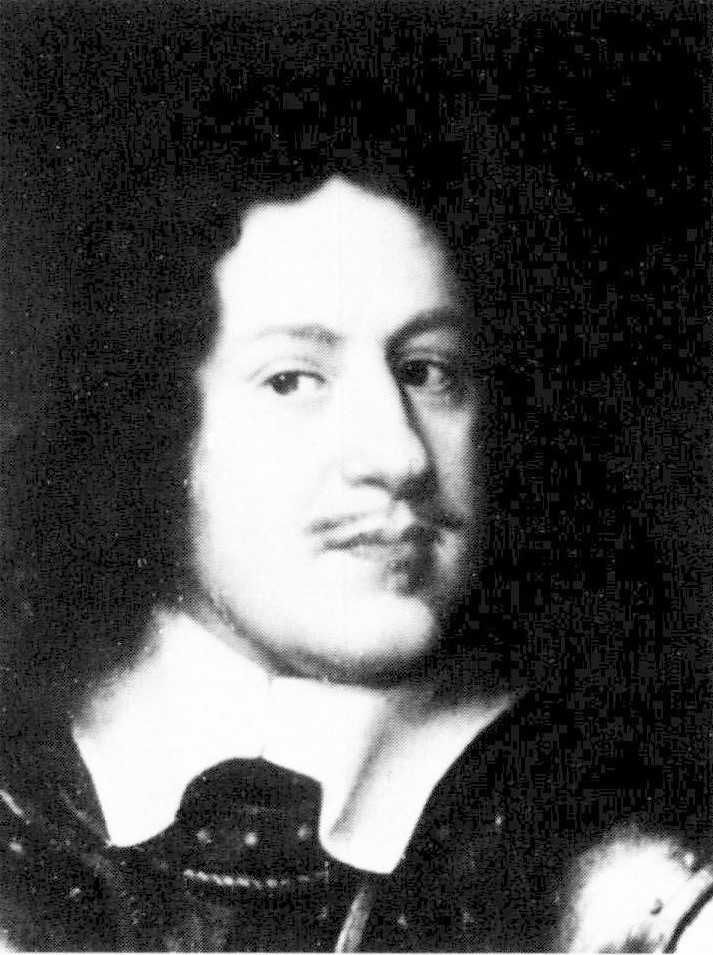
Carl Mauritz Lewenhaupt

Graf Carl Mauritz Lewenhaupt (schwedisch Carl Mauritz Leijonhufvud, greve till Raseborg och Falkenstein, friherre till Vinberg och Reipoltzkirchen; * 15. Mai 1620 in Vinäs; † 12. Dezember 1666 in Stockholm) war ein schwedischer Reichsrat und Feldmarschall.

## Leben

### Herkunft und Familie
Carl Mauritz war Angehöriger der schwedischen Grafenfamilie Lewenhaupt (schwedisch Greve Leijonhufvud). Er war ein Sohn des schwedischen Feldherren Johan Casimir Lewenhaupt (1583–1634) und der Sidonia Mauritzdotter, geborene Freiin Grip (1585–1652). Der schwedische Feldmarschall und Reichsrat Gustaf Adolf Lewenhaupt (1619–1656) sowie der schwedische General der Kavallerie, Reichs- und Kriegsrat Ludvig Wierich Lewenhaupt (1622–1668) waren seine Brüder.
Er vermählte sich 1646 mit Dorotea Wrangel (1627–1654) und ging 1657 in Wismar mit Anna Maria Cruus von Edeby (1642–1716) eine zweite Ehe ein. Aus zweiter Ehe sind acht Kinder hervorgegangen, darunter:
- Axel Johan Lewenhaupt (1660–1717), schwedischer Admiral und Staatsmann
- Anna Catharina Lewenhaupt (1661–1740), ⚭ 1686 Gustaf Fredrik Lewenhaupt (1658–1723), schwedischer Generalleutnant
- Carl Gustav Lewenhaupt (1662–1703), kursächsischer Generalkriegskommissar, Geheimer Rat und General der Infanterie
- Brita Dorotea Lewenhaupt (1663–1730) ⚭ 1690 Adam Ludwig Lewenhaupt (1659–1719), schwedischer General und Gouverneur
- Mauritz Lewenhaupt (1666–1735), schwedischer Generalmajor

⚭ 1690 Hedwig Eleonore Sparre
⚭ 1723 Birgitta Sibylla Francisca von Praunheim (* 1697)

### Werdegang
Lewenhaupt studierte 1635 in Uppsala und 1638 in Leiden. 1644 stand er bereits als Rittmeister in der Leibkompanie zu Pferde und wurde 1645 Oberst über die schwedischen und finnischen Adelsfahnen. Ein deutsches Regiment zu Pferde innerhalb der schwedischen Armee führt er 1646 als Oberst auf dem deutschen Kriegsschauplatz. Er avancierte 1651 zum Generalmajor der Kavallerie und 1653 zum Reichsrat, sowie 1654 zum Kriegsrat. 1657 war er Oberbefehlshaber der Truppen in Värmland und erhielt seine Beförderung zum Generalleutnant der Kavallerie 1658. Lewenhaupt wurde 1659 nach Kalmar entsandt um die Verteidigung der Stadt zu ertüchtigen und erhielt 1660 das Kommando einer Expedition nach Norwegen. Er wurde 1664 zum Generalgouverneur von Finnland ernannt, trat aber kurz darauf von dieser Position zurück. 1665 schließlich wurde er Feldmarschall und Präsident des Kriegskollegiums.
Lewenhaupt war Graf zu Raseborg und Falkenstein mit Bretzenheim, Freiherr zu Vinberg und Reipoltskirchen, sowie Erbherr auf Tolsburg in Estland. Dazu besaß er zahlreiche weitgestreute Landgüter in Schweden (etwa Schloss Tjolöholm und Schloss Eksjöhovgård) und Finnland. Er verstarb nach dreitägiger Krankheit und wurde am 4. Dezember 1667 in einem goldverzierten Bleisarg mit Christusbild in der Riddarholmskyrkan in Stockholm begraben.